# Natalie Palamides
Natalie Palamides (nacida el 6 de enero de 1990) es una actriz, comediante y escritora de televisión estadounidense.

## Primeros años
Cuando era una niña que vivía en las afueras de Pittsburgh, Palamides hacía videos caseros cómicos en su patio trasero. Hacía cosas en los pasillos de la escuela. Las producciones de Disney y la serie de películas Austin Powers fueron sus primeras influencias. Mientras estudiaba en la Universidad de Indiana de Pensilvania, Palamides se inspiró en la tradición del payaso europeo que le presentó su profesor de teatro. Durante la universidad, Palamides realizó improvisación grupal con la Pig Iron Theatre Company.

## Carrera
Palamides, que aspiraba a trabajar en Saturday Night Live, se mudó a Los Ángeles y se unió a la Upright Citizens Brigade después de la universidad. Comenzó a trabajar en locución y publicidad. También tomó clases de actuación de páyaso en el Idiot Workshop y el Lyric Hyperion. Los primeros sketches presentaban a los personajes de Palamides: fantaseando con comer ensalada de los pantalones de un hombre; quejarse ante el gerente de la tienda de sándwiches Eggslut por ser un huevo antropomórfico; e insistir en ser literalmente objetivados. A través de sus clases, programas de variedades y shows de micrófono abierto, comenzó a desarrollar presentaciones de formato más largo a partir de improvisaciones con atuendos inusuales.
Palamides tomó el disfraz de huevo de su sketch y lo usó para hacer su primer espectáculo de una hora, Laid.
Palamides desarrolló el personaje exageradamente masculino de Nate, a partir de su trabajo con la Pig Iron Theatre Company, en una actuación de una hora, Nate – A One Man Show. Los miembros de la audiencia participan, por ejemplo, luchando contra Nate, con el consentimiento de la audiencia y el consentimiento sexual como temas. Después de ganar el premio Total Theatre en el Edinburgh Fringe de 2018, fue encargado por la productora Paper Kite de Amy Poehler y se lanzó en Netflix el 1 de diciembre de 2020. Los críticos elogiaron ampliamente a Nate por su provocativa actuación, considerándola una ruptura innovadora con "la marca de comedia convencional de Netflix".
Palamides interpretó a Buttercup en la serie de televisión animada The Powerpuff Girls de 2016.
Ganó el premio a la Mejor Actriz Revelación en los Premios de la Comedia de Edimburgo en el 2017.
Palamides interpreta el personaje de "Mara" en comerciales de televisión de Progressive Insurance.
También es copresentadora del podcast Hidden Mickeys, con temática de Disney, junto a Carrie Poppy.
Palamides interpretó a Funzo en Apocalypse Clown de 2023. Ian Sandwell de Digital Spy, elogió la actuación "trastornada e hilarante" de Palamides, particularmente por detalles cómicos menores, como una escena en la que su personaje se quita la nariz de payaso.

## Filmografía

### Películas
| Año  | Título                                     | Papel                      | Notas    |
| ---- | ------------------------------------------ | -------------------------- | -------- |
| 2012 | Supply Side Jesus                          | Rachel                     |          |
| 2012 | The Real St. Nick                          | Mallory                    |          |
| 2013 | There Will Be Crumbs                       | Tiffany                    |          |
| 2014 | My Name Is Vivienne                        | Caitlin                    |          |
| 2014 | Minor Alterations                          | Sara Joel                  |          |
| 2014 | If D.A.R.E. Made a Horror Film             | Narradora                  |          |
| 2015 | Six Things Only Dog Lovers Will Understand | Escritora                  |          |
| 2015 | The Real Witches of Salem County           | Gertrude                   |          |
| 2015 | Freaks of Nature                           | Kathy Murch                |          |
| 2016 | The Worst Sex Surprise                     | Sarah                      |          |
| 2022 | Jackass Forever                            | Ella misma                 | Invitada |
| 2022 | Jackass 4.5                                | Ella misma                 | Invitada |
| 2023 | Apocalypse Clown                           | Funzo                      | Netflix  |
| 2023 | The Inventor                               | Nepveu / Antonio de Beatis |          |
| 2023 | Merry Little Batman                        | Francine (voz)             |          |

### Televisión
| Año       | Título                             | Papel                                      | Notas                                                                    |
| --------- | ---------------------------------- | ------------------------------------------ | ------------------------------------------------------------------------ |
| 2012      | ThunderCats                        | Kathleen (voz)                             | Episodio: "The Forever Bag"                                              |
| 2013–2015 | Burning Bridges                    | Janice                                     | Recurrente                                                               |
| 2014      | Therapy                            | Annie                                      | Episodio: "Episodio 1"                                                   |
| 2014      | The Tinsel Zone                    | Judy                                       | Episodio: "Pitches in Stitches"                                          |
| 2014      | Tattoo Nightmares                  | Sara                                       | Episodio: "Murder Boner"                                                 |
| 2015      | The Great Indoors                  | Natalie                                    | Episodio: "Pilot"                                                        |
| 2015      | Pitiful Creatures                  | Alumna #2                                  | Episodio: "College Professor Blows Minds"                                |
| 2015      | Stardumb                           | Basil                                      | Recurrente                                                               |
| 2015      | The Brat Cave                      | Sluts the Cat/Bikini                       | Recurrente                                                               |
| 2016      | Last Moments of Relationships      | Mona                                       | Episodio: "Nicest Breakup Ever"                                          |
| 2016      | The Real Housewives of Shakespeare | Ophelia                                    | Recurrente                                                               |
| 2016      | Very Important House               | Frolie (voz)                               | Piloto                                                                   |
| 2016–2019 | The Powerpuff Girls                | Buttercup, Voces adicionales               | Protagonista                                                             |
| 2016–2017 | The UCB Show                       | Varios                                     | 5 episodios                                                              |
| 2016      | Uncle Grandpa                      | Buttercup (voz)                            | Episodio: "Pizza Eve"                                                    |
| 2016      | Uncle Buck                         | Amy                                        | Episodio: "Pilot"                                                        |
| 2016      | I Ship It                          | Entrevistada #1                            | Episodio: "Let's Start a Band"                                           |
| 2016      | Teen Titans Go!                    | Buttercup (voz)                            | Episodio: "TTG v PPG"                                                    |
| 2016      | Future-Worm!                       | Aunt Bitsy (voz)                           | Episodio: "Deunited/Great Debates with the End of Time/The Forever Five" |
| 2016      | Tween Fest                         | Juicetine                                  | Recurrente                                                               |
| 2017–2019 | Star vs. the Forces of Evil        | Foolduke, Kitten Barrel, Voces adicionales | Recurrente                                                               |
| 2018      | Bob's Burgers                      | Kayla, Willow (voz)                        | 2 episodios                                                              |
| 2018      | Please Understand Me               | Natalie                                    | Episodio: "Rory & Natalie"                                               |
| 2018      | Ghost Story Club                   | Natalie                                    | Episodio: "Natalie"                                                      |
| 2018      | OK K.O.! Let's Be Heroes           | Winnie (voz)                               | Episodio: "Monster Party"                                                |
| 2018–2020 | Tangled                            | Calliope (voz)                             | 2 episodios                                                              |
| 2019      | Corporate                          | Kylie                                      | Episodio: "The Fall"                                                     |
| 2019      | Momma Named Me Sheriff             | Teresa / Niña (voz)                        | Episodio: "Bald Boyz"                                                    |
| 2020      | Duncanville                        | Bradley / Voces adicionales (voz)          | 8 episodios                                                              |
| 2020      | Central Park                       | Corredora (voz)                            | Episodio: "A Fish Called Snakehead"                                      |
| 2020–2022 | The Owl House                      | Joven Eda (voz)                            | 4 episodios                                                              |
| 2020      | Wild Life                          | Viv (voz)                                  | Protagonista                                                             |
| 2020      | Aunty Donna's Big Ol' House of Fun |                                            | Episodio: "Night-Time!"                                                  |
| 2020      | Nate – A One Man Show              | Nate                                       | Especial de televisión                                                   |
| 2022      | Amphibia                           | Fern                                       | Episodio: "Sprivy"                                                       |
| 2023      | Padre de familia                   | Anciana (voz)                              | Episodio: "Old World Harm"                                               |